# ام‌جی وان
ام‌جی وان (نوشتار به سبک ONE) یک کراس‌اوور کامپکت است که توسط شرکت چینی سایک موتور با برند ام‌جی ساخته شده‌است.

## بررسی
ام‌جی وان در ۳۰ ژوئیه ۲۰۲۱ عرضه شد. سبک طراحی آن از «طراحی خانواده نسل سوم» ام‌جی پیروی می‌کند و اولین خودرویی است که بر اساس معماری بزرگ‌تر سیگما ساخته شده‌است. این خودرو در دو نسخه ساخته شده‌است: نسخهٔ آلفا به عنوان نوع اسپورت‌تر و نسخهٔ بتا به عنوان نوع با تکنولوژی بالا. این دو نسخه در طراحی ظاهری دارای تفاوت‌های جزئی هستند.

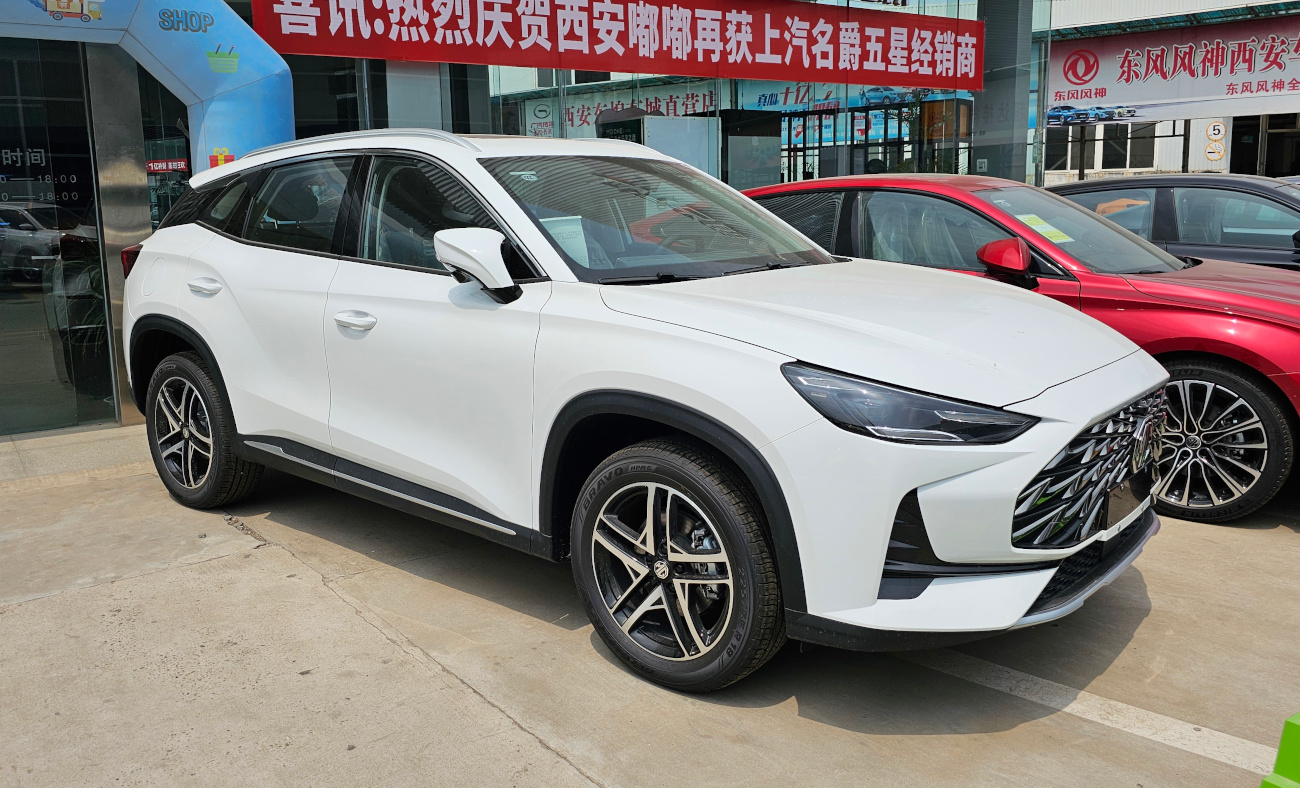
ام‌جی وان آلفا (نمای جلو)
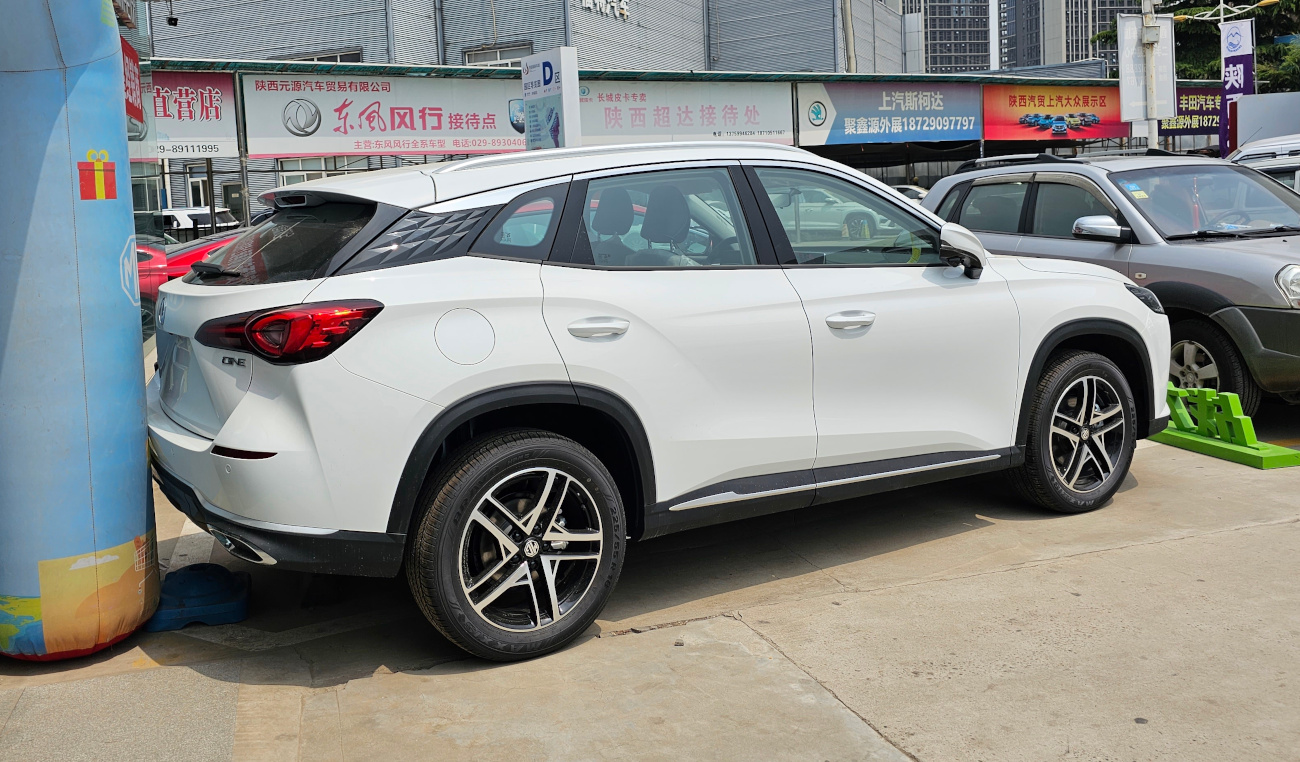
ام‌جی وان آلفا (نمای عقب)

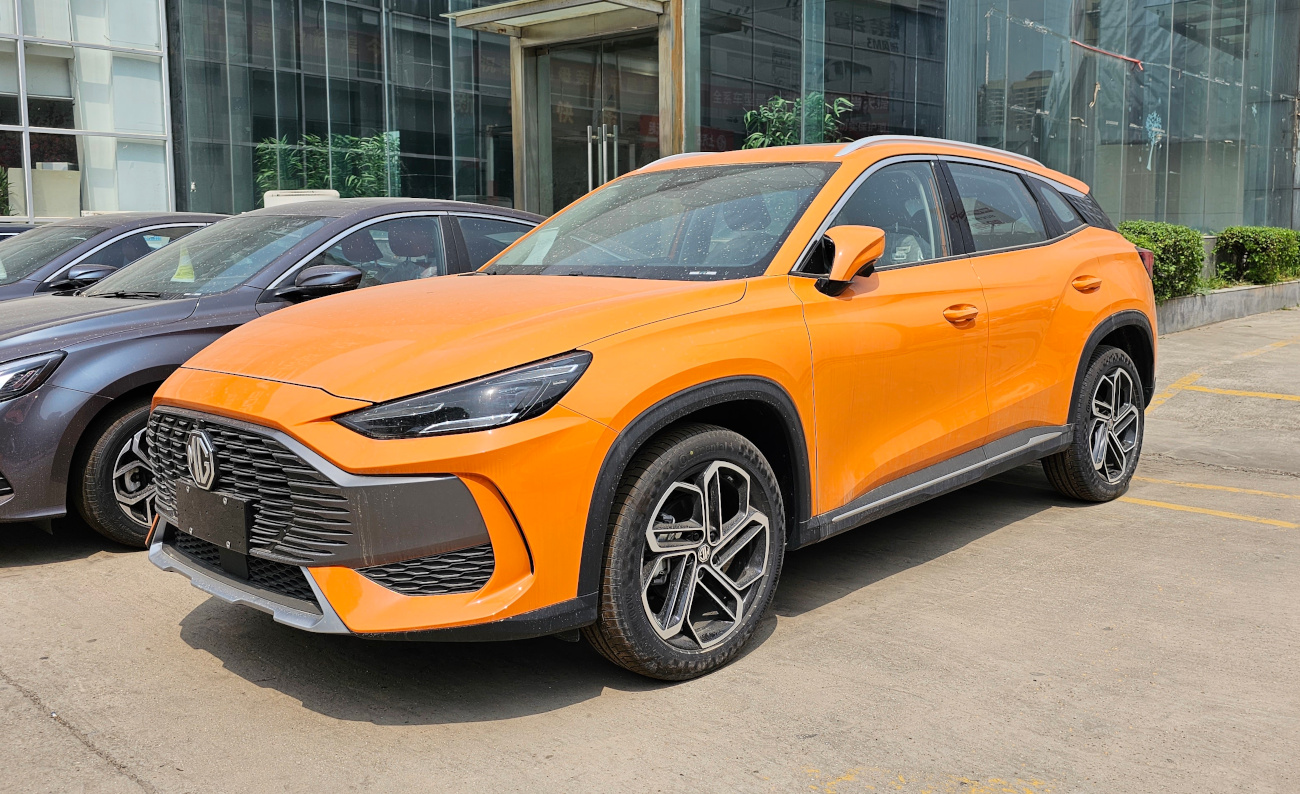
ام‌جی وان بتا (نمای جلو)
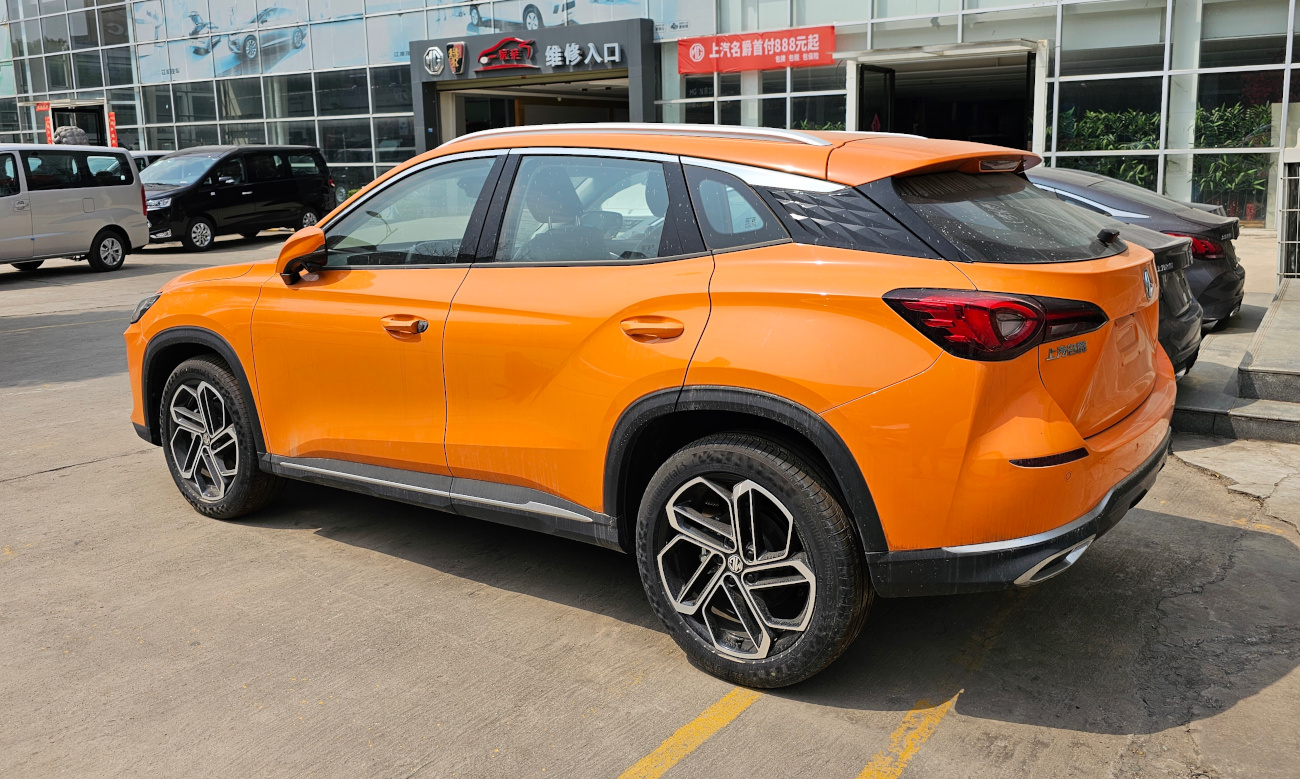
ام‌جی وان بتا (نمای عقب)

## ویژگی‌های فنی
ام‌جی وان به موتور ۱٫۵ لیتری توربوشارژر 15C4E با حداکثر خروجی ۱۸۱ اسب بخار (۱۸۴ اسب بخار متری؛ ۱۳۵ کیلووات) مجهز شده‌است.